# سیارک ۱۸۹۷۴
سیارک ۱۸۹۷۴ (به انگلیسی: 18974 Brungardt، نامگذاری:2000QX195) هجده هزار و نهصد و هفتاد و چهارمین سیارک کشف شده‌است که در ۲۸ اوت ۲۰۰۰ کشف شد.
قدر مطلق سیارک برابر ۸.۱ است.